# All in a Day's Work (film 1914)
All in a Day's Work è un cortometraggio muto del 1914 diretto da Hay Plumb.

## Trama
Un ragazzo combina una serie di guai a una cameriera e un poliziotto.

## Produzione
Il film fu prodotto dalla Hepworth.

## Distribuzione
Distribuito dalla Hepworth, il film - un cortometraggio di 122 metri - uscì nelle sale cinematografiche britanniche nel luglio 1914.
Fu distrutto nel 1924 dallo stesso produttore, Cecil M. Hepworth. Fallito, in gravissime difficoltà finanziarie, Hepworth pensò in questo modo di poter almeno recuperare il nitrato d'argento della pellicola.